# Зурзе
Зурзе (нем. Sursee) — город в Швейцарии, окружной центр, находится в кантоне Люцерн.
Входит в состав избирательного округа Зурзе (до 2012 года входила в состав управленческого округа Зурзе).
Население составляет 8531 человек (на 2008 год). Официальный код — 1103.

## Фотографии

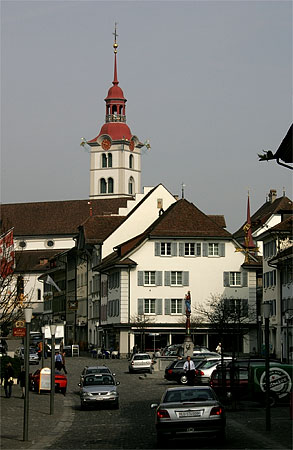
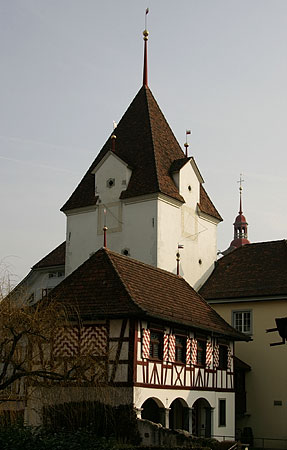
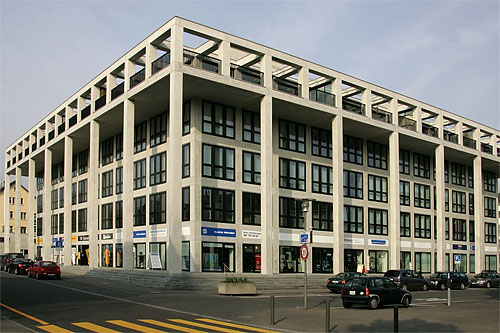
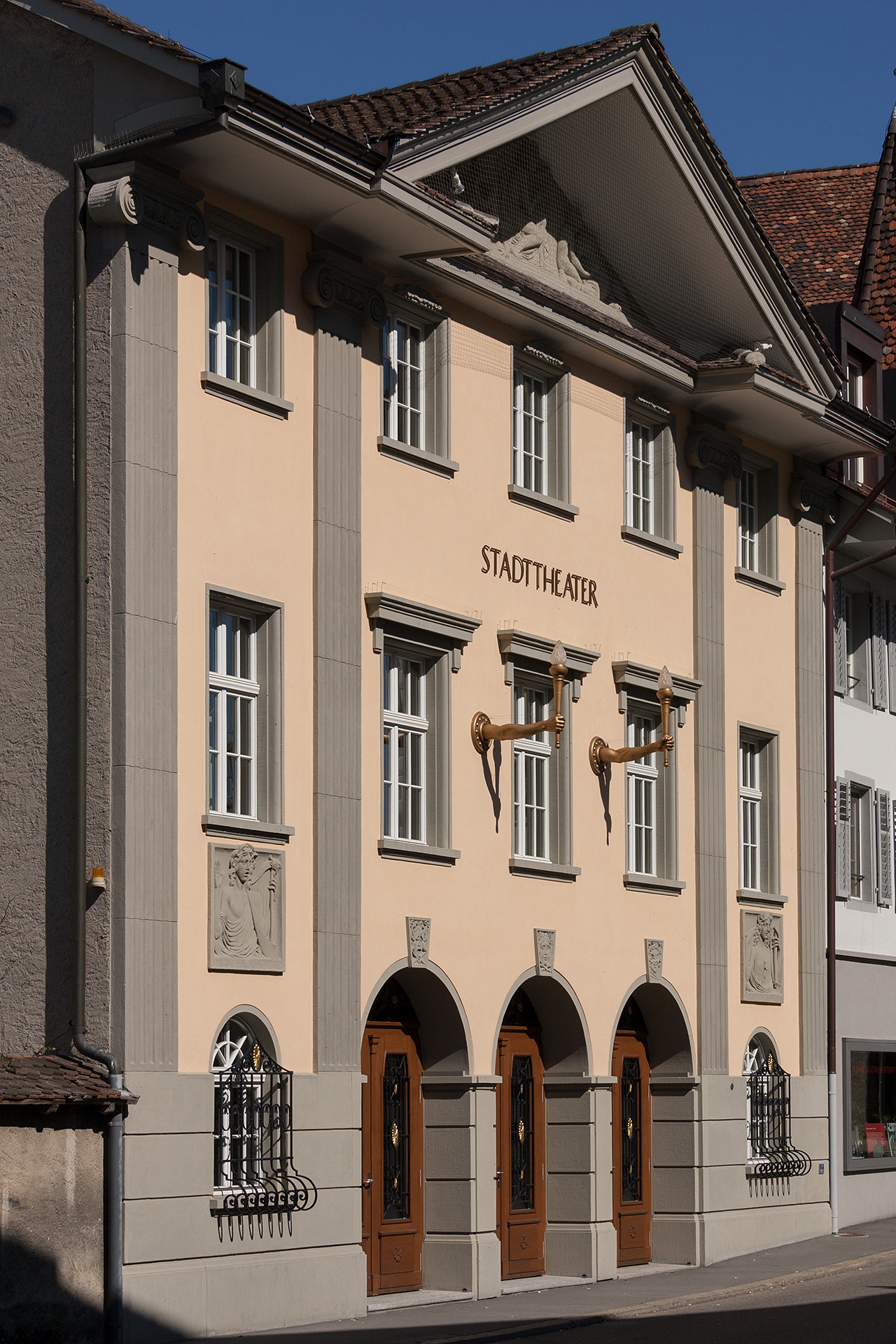